# بازی‌های همبستگی اسلامی ۲۰۱۷
بازی‌های همبستگی کشورهای اسلامی ۲۰۱۷ چهارمین دوره بازی‌های همبستگی کشورهای اسلامی به میزبانی شهر باکو، جمهوری آذربایجان است.
این بازی‌ها از ۱۲ تا ۲۲ مه ۲۰۱۷ در ۱۸ ورزش برگزار می‌شود.

## انتخاب کشور میزبان
در اکتبر ۲۰۱۲ کمیته ملی المپیک آذربایجان برای برگزاری مسابقات همبستگی کشورهای اسلامی در سال ۲۰۱۷ در آن کشور اعلام آمادگی کرد و توانست در یک رویداد جلسه فدراسیون همبستگی کشورهای اسلامی در سال ۲۰۱۳ که در جده عربستان برگزار می‌شد این میزبانی را کسب کند.

## ورزشگاه‌ها
| ورزشگاه                             | ورزش                                    |
| ----------------------------------- | --------------------------------------- |
| ورزشگاه آزال آرنا                   | فوتبال                                  |
| آکادمی وزنه‌برداری آذربایجان         | وزنه‌برداری                              |
| مرکز وررزش‌های آبی باکو              | شنا و شیرجه                             |
| سالن بسکتبال باکو                   | بسکتبال 3×3                             |
| ورزشگاه کریستال باکو ۱              | والیبال                                 |
| ورزشگاه کریستال باکو ۲              | بوکس، ورزش‌های زوخانه‌ای                  |
| ورزشگاه ملی باکو                    | دو و میدانی، Para Athletics, مراسم‌ها    |
| مرکز تیراندازی باکو                 | تیراندازی                               |
| سالن ورزش‌های باکو                   | کاراته، تکواندو، ووشو                   |
| آکادمی تنیس باکو                    | تنیس                                    |
| واترپلو آرنا باکو                   | واترپلو                                 |
| ورزشگاه بایئل                       | فوتبال                                  |
| ورزشگاه دالغا آرنا                  | فوتبال                                  |
| مجموعه ورزشی و نمایشگاهی حیدر علی‌اف | جودو، جودو کم‌بینایان، کشتی آزاد و فرنگی |
| سالن ملی ژیمناستیک باکو             | ژیمناستیک هنری و ریتمیک                 |
| سارهادچی آرنا                       | هندبال و تنیس روی میز                   |
| ورزشگاه توفیق بهراموف               | فوتبال                                  |

## ورزش‌ها
ورزشکاران در ۲۴ رشته در ۲۱ ورزش در این دوره از مسابقات همبستگی کشورهای اسلامی به رقابت می‌پردازند.
بعضی ورزش‌ها مانند جودو و دو و میدانی شامل ورزش‌های معلولین نیز می‌شود.
- ورزش‌های آبی
  -  شیرجه  (جزئیات)  (6)
  -  شنا  (جزئیات)  (40)
  -  واترپلو  (جزئیات)  (1)
- دو و میدانی  (جزئیات)  (54)
- بسکتبال  (جزئیات)  (2)
- بوکس  (جزئیات)  (10)
- فوتبال  (جزئیات)  (1)
- ژیمناستیک  (جزئیات) 
  - ژیمناستیک هنری (12)
  - ژیمناستیک ریتمیک (5)
- هندبال  (جزئیات)  (2)
- جودو  (جزئیات)  (22)
- کاراته  (جزئیات)  (12)
- تیراندازی  (جزئیات)  (19)
- تنیس روی میز  (جزئیات)  (4)
- تکواندو  (جزئیات)  (16)
- تنیس  (جزئیات)  (6)
- والیبال  (جزئیات)  (2)
- وزنه‌برداری  (جزئیات)  (16)
- کشتی  (جزئیات)  (24)
- ووشو  (جزئیات)  (7)
- ورزش زورخانه‌ای  (جزئیات)  (7)

## جدول مدال‌ها
تا تاریخ ۲۲ مه ۲۰۱۷
| رتبه  | کشورها            | طلا | نقره | برنز | مجموع |
| 1     | جمهوری آذربایجان  | ۷۵  | ۵۰   | ۳۷   | ۱۶۲   |
| 2     | ترکیه             | ۷۱  | ۶۷   | ۵۷   | ۱۹۵   |
| 3     | ایران             | ۳۹  | ۲۶   | ۳۳   | ۹۸    |
| 4     | ازبکستان          | ۱۵  | ۱۷   | ۳۱   | ۶۳    |
| 5     | بحرین             | ۱۲  | ۵    | ۴    | ۲۱    |
| 6     | الجزایر           | ۷   | ۱۲   | ۲۱   | ۴۰    |
| 7     | مراکش             | ۷   | ۵    | ۱۵   | ۲۷    |
| 8     | اندونزی           | ۶   | ۲۹   | ۲۳   | ۵۸    |
| 9     | مصر               | ۶   | ۵    | ۷    | ۱۸    |
| 10    | قرقیزستان         | ۴   | ۵    | ۸    | ۱۷    |
| 11    | عربستان سعودی     | ۴   | ۱    | ۶    | ۱۱    |
| 12    | اردن              | ۳   | ۱    | ۱۱   | ۱۵    |
| 13    | عراق              | ۲   | ۷    | ۵    | ۱۴    |
| 14    | قزاقستان          | ۲   | ۵    | ۱۲   | ۱۹    |
| 15    | ترکمنستان         | ۲   | ۴    | ۷    | ۱۳    |
| 16    | قطر               | ۲   | ۳    | ۷    | ۱۲    |
| 17    | نیجریه            | ۲   | ۳    | ۱    | ۶     |
| 18    | سوریه             | ۲   | ۲    | ۶    | ۱۰    |
| 19    | تونس              | ۱   | ۳    | ۸    | ۱۲    |
| 20    | کامرون            | ۱   | ۲    | ۶    | ۹     |
| 21    | بنگلادش           | ۱   | ۱    | ۱    | ۳     |
| 21    | سنگال             | ۱   | ۱    | ۱    | ۳     |
| 23    | گامبیا            | ۱   | ۱    | ۰    | ۲     |
| 24    | بنین              | ۱   | ۰    | ۱    | ۲     |
| 24    | گینه بیسائو       | ۱   | ۰    | ۱    | ۲     |
| 24    | موزامبیک          | ۱   | ۰    | ۱    | ۲     |
| 27    | پاکستان           | ۰   | ۳    | ۹    | ۱۲    |
| 28    | عمان              | ۰   | ۳    | ۴    | ۷     |
| 29    | امارات متحده عربی | ۰   | ۱    | ۳    | ۴     |
| 30    | گویان             | ۰   | ۱    | ۲    | ۳     |
| 30    | سورینام           | ۰   | ۱    | ۲    | ۳     |
| 32    | جیبوتی            | ۰   | ۱    | ۱    | ۲     |
| 33    | مالی              | ۰   | ۱    | ۰    | ۱     |
| 33    | اوگاندا           | ۰   | ۱    | ۰    | ۱     |
| 35    | افغانستان         | ۰   | ۰    | ۶    | ۶     |
| 36    | ساحل عاج          | ۰   | ۰    | ۴    | ۴     |
| 36    | تاجیکستان         | ۰   | ۰    | ۴    | ۴     |
| 38    | مالزی             | ۰   | ۰    | ۲    | ۲     |
| 38    | یمن               | ۰   | ۰    | ۲    | ۲     |
| 40    | لبنان             | ۰   | ۰    | ۱    | ۱     |
| مجموع | مجموع             | ۲۶۹ | ۲۶۷  | ۳۵۰  | ۸۸۶   |

## کشورهای شرکت کننده

تصاویر کشورهای شرکت کننده در مسابقات همبستگی کشورهای اسلامی ۲۰۱۷

همه ۵۷ عضو فدراسیون همبستگی ورزشی کشورهای اسلامی در این مسابقات حضور دارند. به جز کشور کویت که به علت تعلیق بودن کمیته المپیک آن کشور٬ ورزشکاران آن به صورت مستقل و تحت پرچم فدراسیون همبستگی ورزشی کشورهای اسلامی در این مسابقات حضور دارند. ورزشکاران و مربیان به نام فدراسیون حضور دارند و لباس‌های آن را می‌پوشند و هر مدالی که برنده شوند تحت بنر فدراسیون می‌باشد. ورزشکاران کویت٬ لیبی٬ سودان که قرار بود تحت نام فدراسیون در مسابقات حضور داشته باشند٬ یک روز قبل از شروع مسابقات از حضور در آن کناره گیری کردند.
لیست زیر نام تمامی کمیته‌هایی که در این مسابقات حضور دارند آورده شده است.
- افغانستان (17)
- آلبانی (28)
- الجزایر
- جمهوری آذربایجان (325)
- بحرین (38)
- بنگلادش (33)
- بنین
- برونئی
- بورکینافاسو
- کامرون (62)
- چاد
- کومور
- جیبوتی
- مصر
- گابن
- گامبیا (10)
- گینه
- گینه بیسائو
- گویان
- کویت (Independent ISSF Athletes)
- اندونزی (105)
- ایران (160)
- عراق
- ساحل عاج
- اردن
- قزاقستان (43)
- قرقیزستان (70)
- لبنان
- لیبی
- مالزی (33)
- مالدیو
- مالی
- موریتانی
- مراکش
- موزامبیک
- نیجر
- نیجریه
- عمان
- پاکستان
- تشکیلات خودگردان فلسطین
- قطر (69)
- عربستان سعودی
- سنگال
- سیرالئون
- سومالی
- سودان
- سورینام
- سوریه
- تاجیکستان
- توگو
- تونس
- ترکیه (345)
- ترکمنستان
- اوگاندا
- امارات متحده عربی
- ازبکستان
- یمن